# Дженні Вьорц
Джанет Інгліс «Джанні» Вьорц (англ. Janny Wurts; нар. 10 грудня 1953, Брин-Маур, штат Пенсільванія, США) — американська письменниця та ілюстраторка у жанрі фентезі. Вона створил кілька самостійних романів і серіалів, зокрема «Війни світла й тіні», трилогію «Круговорот вогню» та «Імперську трилогію», яка стала міжнародним бестселером, яку вона створила у співавторстві з Реймондом Файстом. У 1995 році її збірка оповідань «Ось так лежить Камелот» (That Way Lies Camelot) була номінована на Британську премію фентезі. Вона часто ілюструє власні книжки та за свої роботи отримала нагороду Chesley Awards.

## Життєпис
Дженні Вьорц народилася в Брин-Маур, штат Пенсільванія. У 1980-х роках вона працювала ілюстраторкою доповнень до рольових ігор для Mayfair Games.
Вьорц написала безліч романів (20 станом на 2021 рік). Її дебют у фентезі «Спадщина чаклуна» (1982) був описаний як політичний трилер; у ньому фігурує героїня і придворна інтрига. Подібні елементи присутні в трилогії «Імперія», написаній у співпраці з Реймондом Е. Файстом. Дія Імперії відбувається в неєвропейській культурі, яку можна порівняти з феодальною Японією та Візантійською імперією. Вьорц також написала наукове фентезі: її трилогія «Цикл вогню» поєднує магію з науковою фантастикою. Її триваюча серія «Війна світла й тіні» — це 11-томне епічне фентезі (опубліковано 10 книг) із сюжетною лінією, що охоплює кілька тисячоліть і кілька планет.
Окрім письменництва, відзначені нагородами картини Вьорц демонструвалися на виставках образотворчого мистецтва, серед яких — пам'ятна виставка до 25-ї річниці НАСА; Мистецтво Космосу в планетарії Гайдена в Нью-Йорку; і дві виставки фентезійного мистецтва в Музеї мистецтв Делавера та Музеї мистецтв Кантону.
Вьорц була почесною гостею Всесвітньої конвенції жахів 1996 року та Всесвітньої конвенції фентезі 2004 року. Вона живе у Флориді зі своїм чоловіком, художником Доном Майцем.

### ТрилогіяЦикл вогню
- Штормовий воїн (1984)
- Хранитель ключів (1988)
- Шейдфейн (1988)
  - Цикл вогню (1999) збирає трилогію в один том

### ТрилогіяІмперія
- Дочка імперії (1987) з Реймондом Е. Файстом
- Слуга імперії (1990) з Реймондом Е. Файстом
- Володарка імперії (1992) з Реймондом Е. Файстом

### Війни світла і тіні
Арка І
- Прокляття Примарних привидів (1993)

Арка II
- Кораблі Меріора (1994)
- Привид Вастмарка (1995)

Арка III: Альянс Світла
- Принц-втікач (1997)
- Велика змова (1999)
- Ворота небезпеки (2001)
- Вузол зрадника (2004)
- Штурм фортеці (2007)

Арка IV: Меч канону
- Суд Посвяченого (2011)
- Доленосний конфлікт (7 вересня 2017)[13]

Арка V: Пісня таємниць
- Пісня таємниць (буде опубліковано в травні 2024 р.)

### Самостійні романи
- Спадщина чаклуна (1982)
- Майстер білої бурі (1992)
- Проїхатися пекельною прірвою (2002)

### Колекції
- Ось так лежить Камелот (1994)

### Розповіді
- Золото Сільвердауна (1991) з'явилося в Фантастиці про коня
- Кров, дуб, залізо (2004) з'явився у Польоти: Екстремальні візії фантазії
- Дитина пророцтва (2004) з'явилася в Майстри фентезі (розповідь Війни світла й тіні)
- Вартовий вогонь (2004) з Реймондом Е. Фейстом, з'явилася в Польоти: Екстремальні візії фантазії
- Останній із свого роду (2005) з'явився у Фантастичні компаньйони
- Хто знайшов, того й береже (2006) з'явився у Фантазія пішла не так
- Подорож Мебіуса (2006) з'явилася в Елементал: Антологія допомоги жертвам цунамі: Оповідання наукової фантастики та фентезі
- Зірка, що розколюється (2006) з'явилася в Під покровом темряви (розповідь Війни світла й тіні)
- Віжки долі (2007) з'явився в книзі нової фантазії «Соляріс» (розповідь Війни світла й тіні)
- Приманка (2016) з'явилася в Без обмежень II (розповідь Війни світла й тіні)

### Новели
- Галантний (2018) увійшов до збірки Таємниці та заклинання: 6 фентезійних романів (приквел Війни світла і тіні)

## Ілюстративна робота
- Обкладинка та малюнок карти для Війна компанії (The Company War), настільної гри 1983 року від Mayfair Games, заснованої на романі Downbelow Station Керолайн Черрі.

Дженні Вуртс також намалювала обкладинки для своїх американських і міжнародних книг. Її картини демонструвалися на численних виставках і отримали кілька нагород Чеслі.

### Інтерв'ю
- Інтерв'ю Off the Shelf Podcast
- Інтерв'ю Тревіса Хеерманна з Blogging the Muse
- FantasyLiterature.com спілкується з Дженні на Capricon 2008
- Інтерв'ю FanLit.com
- Письменники пишуть
- Leisure Talk Radio Network
- Вотманія
- Епілог
- Рендерозність
- Півмісяць Блюз
- SFFWorld.com